# Liste der Baudenkmale in Altenpleen
In der Liste der Baudenkmale in Altenpleen sind alle Baudenkmale der Gemeinde Altenpleen im Landkreis Vorpommern-Rügen aufgelistet. Grundlage ist die Veröffentlichung der Denkmalliste des Landkreises Vorpommern-Rügen, Auszug aus der Kreisdenkmalliste vom Juli 2015.

## Altenpleen
| ID            | Lage                            | Bezeichnung                       | Beschreibung                                                                                               | Bild                              |
| ------------- | ------------------------------- | --------------------------------- | --- | --------------------------------- |
| 46 Wikidata   | Florian-Geyer-Straße 24 (Karte) | ehemaliges Verwalterhaus          | | ehemaliges Verwalterhaus          |
| 47 Wikidata   | Parkstraße 7 (Karte)            | Gutshaus                          | zweigeschossiger Putzbau mit drei Zwerchgiebel aus der 2. Hälfte des 19. Jahrhunderts mit Krüppelwalmdach. | Weitere Bilder                    |
| 1307 Wikidata | Stralsunder Straße 29 (Karte)   | Landwarenhaus (ehemaliger Konsum) | | Landwarenhaus (ehemaliger Konsum) |

## Günz
| ID            | Lage                           | Bezeichnung      | Beschreibung | Bild     |
| ------------- | ------------------------------ | ---------------- | --- | -------- |
| 460 Wikidata  | Straße des Friedens 19 (Karte) | ehemalige Schule | |          |
| 459A Wikidata | Straße des Friedens 6 (Karte)  | Gutshaus         | 1.gesch., 11-achsiges „neues“ Gutshaus von Ende des 19. Jh. mit 2-gesch. Mittelrisalit; ehem. Klostergut des Klosters St. Annen und Brigitten in Stralsund. |          |
| 459B Wikidata | Straße des Friedens 7          | Gutshaus         | „Altes“ Gutshaus von um 1802 | Gutshaus |

## Neuenpleen
| ID           | Lage                          | Bezeichnung | Beschreibung | Bild     |
| ------------ | ----------------------------- | ----------- | --- | -------- |
| 650 Wikidata | Straße der Einheit 17 (Karte) | Gutshaus    | eingeschossiges, gelbverklinkertes Gutshaus von um 1880 mit Zwerchgiebel; Gut u. a. der Familien von Mellenthin (15. Jahrhundert), von Möller (bis 1578), von Mevius, von Baumann, Seekt, von Sodenstern und Müller. | Gutshaus |

## Nisdorf
| ID            | Lage                       | Bezeichnung                    | Beschreibung                                                                                             | Bild                           |
| ------------- | -------------------------- | ------------------------------ | --- | ------------------------------ |
| 671A Wikidata | Grabower Straße 14 (Karte) | Gutsanlage (Gutshaus mit Park) | zweigeschossiger Putzbau aus dem 19. Jahrhundert mit Mittelrisalit und Krüppelwalm; heute Familienhotel. | Gutsanlage (Gutshaus mit Park) |
| 671B Wikidata | Grabower Straße 16 (Karte) | Gutsanlage (Stall)             | |                                |

## Quelle
- Denkmalliste des Landkreises Vorpommern-Rügen

- Karte mit allen Koordinaten:
- OSM |
- WikiMap